# 加久見左衛門
加久見 左衛門（かぐみ さえもん）は、戦国時代から安土桃山時代にかけての武将。土佐一条氏の家臣。実名は不明。土佐国幡多郡加久見城主。

## 出自
加久見氏は古くから幡多郡を根拠としていた国人。土佐一条氏の祖・一条教房が幡多荘に下った際、当時の当主・加久見宗孝はこれを迎え入れた。宗孝はその功労によって応仁2年（1468年）12月に一条家家司がしばしば任じられていた土佐守に補任され、近侍していた娘は、教房に愛されて一条房家を生むなど、一条氏傘下の国人領主の中でも特別な地位を占めていたとされる。

## 略歴
天正元年（1573年）9月に一条兼定を隠居させ兼定の子・内政を擁立し、実権を握った羽生道成・為松若狭守・安並和泉守ら家老に反感を抱いていた大岐左京進、大塚八木右衛門、江口玄蕃、橋本和泉守らと挙兵、中村を襲撃し家老らを討伐した。しかし、この事が敵対する長宗我部元親の介入を招き、結果的に土佐一条氏の衰亡を早める結果となった。
土佐一条氏滅亡後は長宗我部元親に恭順し、その所領は安堵された。文禄の役（1592年）の際に長宗我部元親に従って渡海したが、病を得て文禄二年（1593年）9月10日、釜山近郊の島で没した。享年44歳。土佐清水市三崎の香仏寺に夫妻の供養塔が現存する。